# Arteră ovariană
Artera ovariană este o arteră care furnizează sânge oxigenat ovarelor femeii umane. Apare din aorta abdominală de sub artera renală. Poate fi găsită în ligamentul suspensor al ovarului, anterior venei ovariene și ureter.  :223

## Anatomie
Arterele ovariene sunt structuri asociate care apar din aorta abdominală, de obicei la nivelul L2. După ieșirea din aortă, artera se deplasează în josul ligamentului suspensor al ovarului, intră în mezovariu și se poate anastamoza cu artera uterină în ligamentul larg al uterului.   :431
Arterele ovariene sunt arterele corespunzătoare la femeie cu artera testiculară la bărbat. Sunt mai scurte decât arterele testiculare.
Originea și traseul primei părți a fiecărei artere sunt aceleași cu cele ale arterei testiculare, dar la nivelul deschiderii superioare a pelvisului inferior, artera ovariană trece spre interior, între cele două straturi ale ligamentului ovariopelvic și ale ligamentului lat al uterului, pentru a fi distribuită la ovar. 

### Ramuri
Ramuri mici sunt trimise ureterelor și trompelor uterine, iar o alta trece pe partea opusă a uterului și se unește cu artera uterină. Alte ramuri se continuă pe ligamentul rotund al uterului, prin canalul inghinal, până la tegumentul labiei mari și inghinal. 

## Fiziologie
Artera ovariană furnizează sânge ovarului și uterului. Arterele ovariene se umflă în timpul sarcinii, pentru a crește aportul de sânge uterin.  :431

## Imagini suplimentare

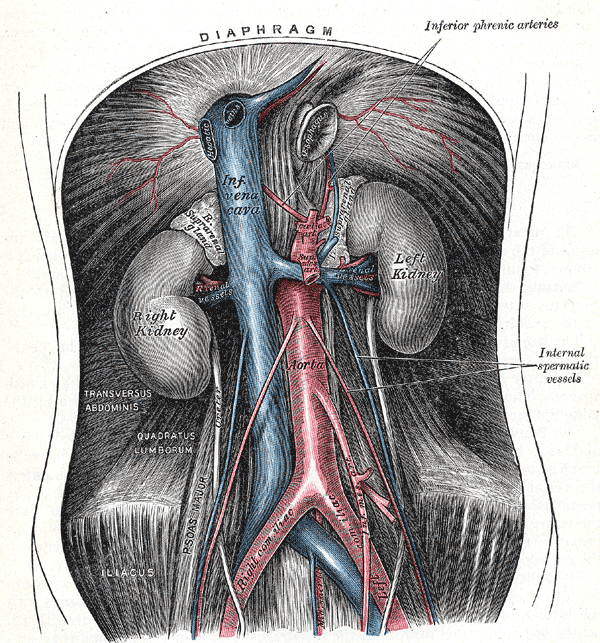
Aorta abdominală și ramurile sale.
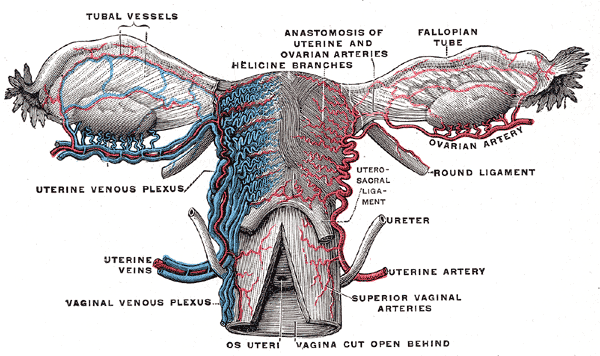
Vasele uterului și apendicele sale, vedere din spate.
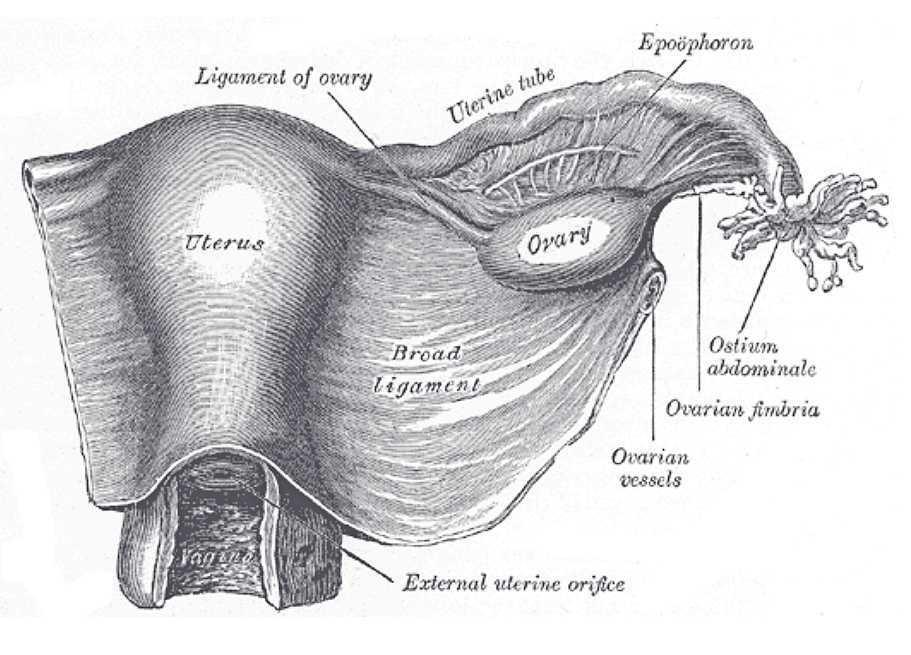
Uter și ligament larg drept, văzut din spate.